# Newfoundlandse dollar
De Newfoundlandse dollar was de munteenheid van de Kolonie Newfoundland en haar opvolger het Dominion Newfoundland van 1865 tot de toetreding tot de Canadese Confederatie in 1949.

## Geschiedenis
In 1854 kreeg de Britse kolonie Newfoundland volledig zelfbestuur, waarop het Newfoundlandse pond ingevoerd werd als munteenheid. Het enige officiële biljet was dat van 1 pond, uitgegeven door de Union Bank of Newfoundland. Enkele handelsfirma's waren verantwoordelijk voor de creatie van een beperkt aantal munten.
In 1865 sloot Newfoundland zich aan bij de goudstandaard en werden de ponden vervangen door dollars. Eén dollar kreeg een waarde toebedeeld van 0,20833 Britse pond (net iets hoger dan de 0,20005 die de Canadese dollar waard was). Na de Newfoundlandse bankencrash van 1894 deden Canadese banken hun intrede en werd de waarde van de Newfoundlandse dollar in 1895 gelijkgesteld met die van de Canadese (een devaluatie van 1,4%).
In april 1931 verliet Canada de goudstandaard en verloor zijn munt aan waarde. Hierdoor werd het winstgevend om Canadese dollars in Newfoundland om te zetten naar gouden munten, en die dan in de Verenigde Staten voor hun goudwaarde weer om te zetten naar Amerikaanse dollars. Hierdoor was het Dominion Newfoundland genoodzaakt om in december 1931 ook de goudstandaard te verlaten.
In 1949 trad Newfoundland toe tot de Canadese Confederatie en werd het de tiende provincie van Canada. Het gebied schakelde daarop over naar de Canadese dollar. Wettelijk gezien moet de Newfoundlandse dollar nog steeds als betaalmiddel aanvaard worden in Canada, al wordt hij hiervoor de facto niet meer gebruikt, aangezien de munt tientallen keren meer waard is voor verzamelaars.

## Munten
Bij de invoering van de Newfoundlandse dollar werden er munten ingevoerd van 1 cent, 5 cent, 10 cent, 20 cent en van 2 dollar. In 1870 kwam er ook een munt van 50 cent.
De 1 cent was van brons, de andere centen van zilver en de munt van 2 dollar van goud. Er werd nooit een 1 dollar geslagen, aangezien men vreesde dat deze waardevolle munt te klein zou zijn en makkelijk zou worden verloren door vissers. Newfoundland was de enige Britse kolonie die een eigen gouden munt én goudstandaard had.
In 1917 werd het muntstuk van 20 cent vervangen door één van 25 cent. Vanaf 1938 werd de penny (1 cent) kleiner geslagen.
Alle Newfoundlandse munten werden oorspronkelijk geslagen in het Verenigd Koninkrijk. Vanaf 1917 gebeurde dit in Ottawa, waar de Royal Mint toen een vestiging had geopend.

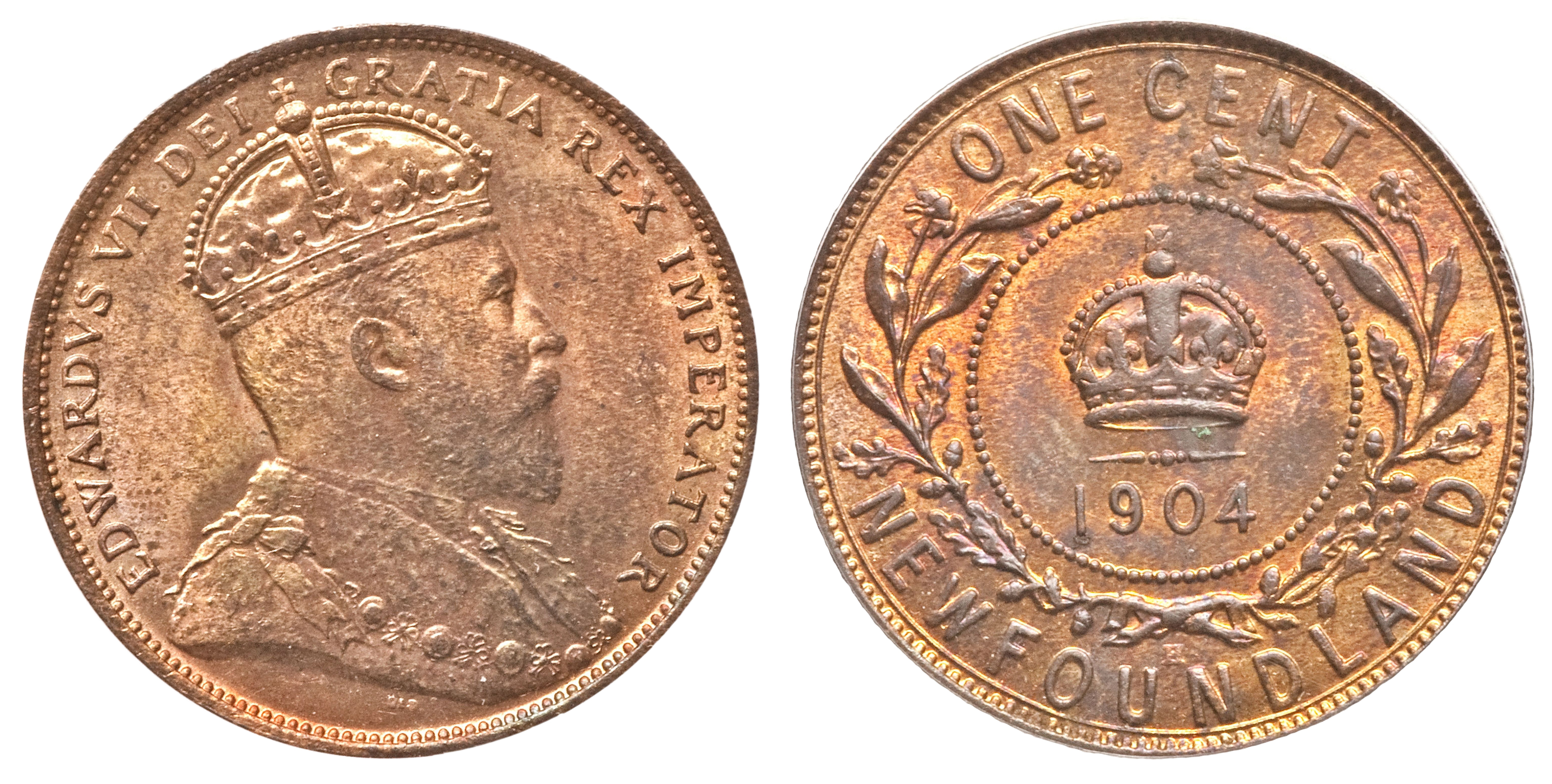
1 cent uit 1904 (beeltenis Edward VII)
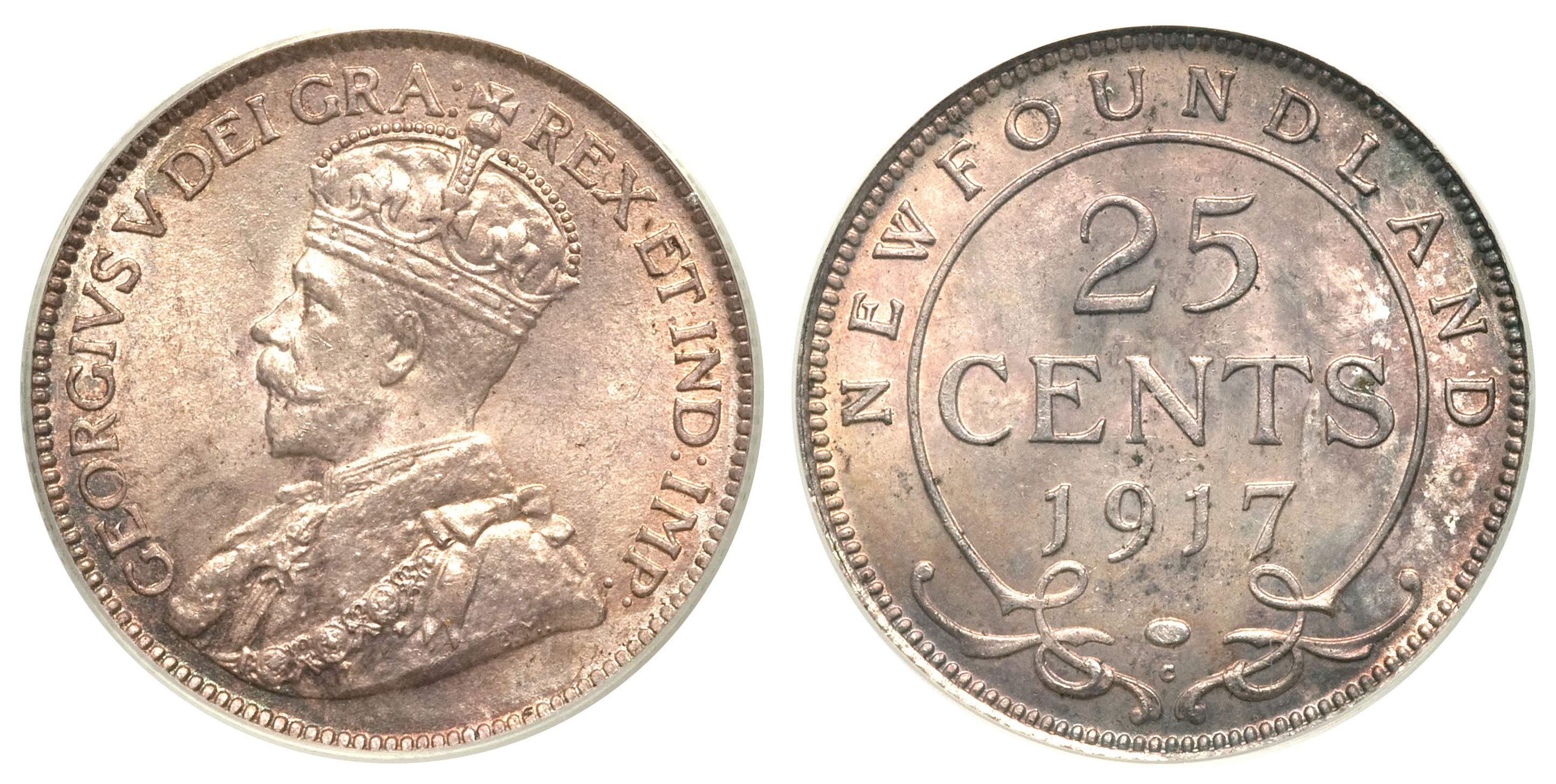
25 cent uit 1917 (beeltenis George V)
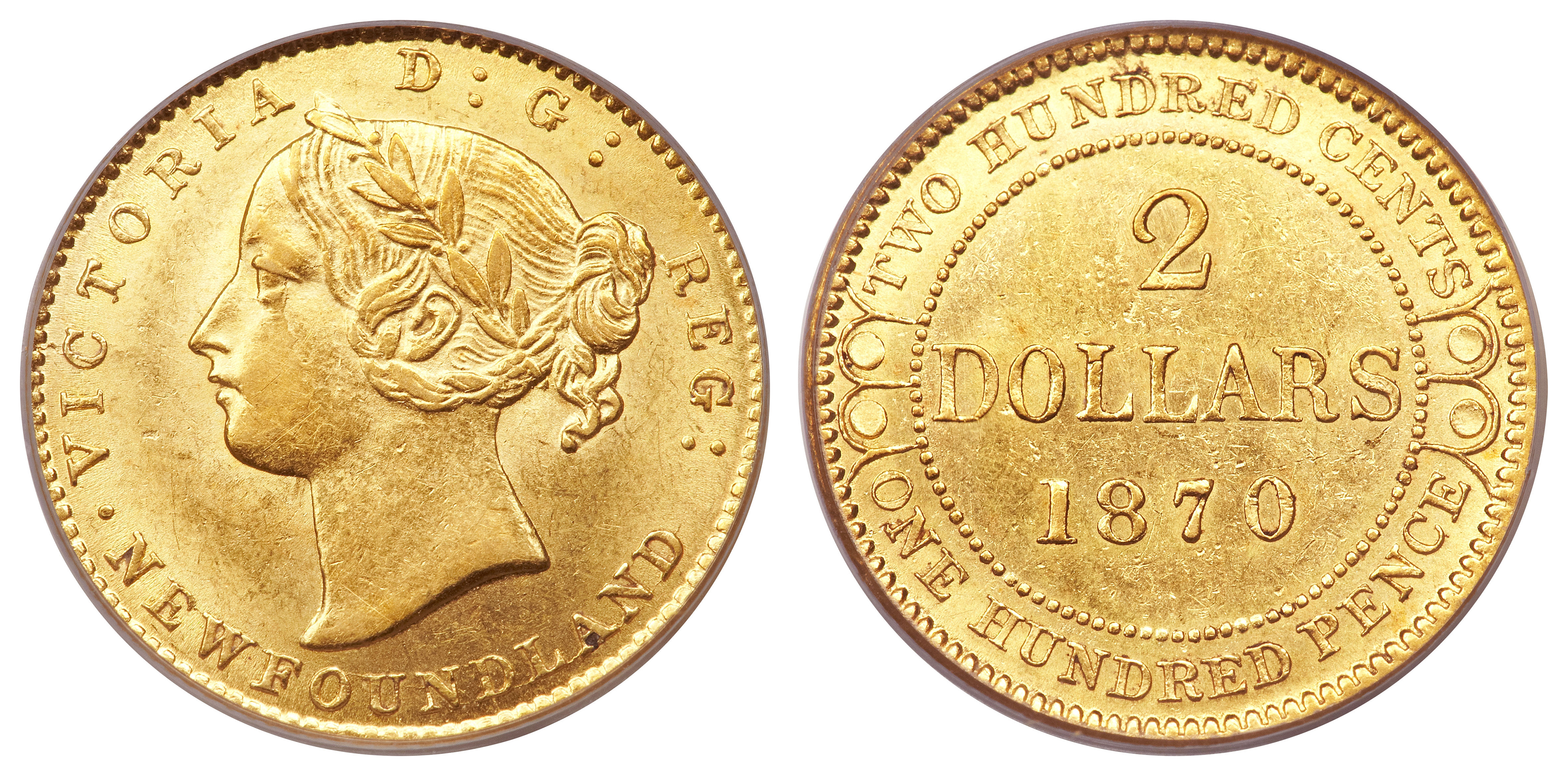
2 dollar uit 1870 (beeltenis Victoria)

## Biljetten
In 1865 werden er ook biljetten ingevoerd (van 4 dollar), zij het enkel door de Commercial Bank of Newfoundland. In de jaren 1880 begon ook de Union Bank of Newfoundland met de uitgifte van biljetten. De in omloop zijnde biljetten hadden waardes 2, 5, 10, 20 en 50 dollar. Beide banken crashten echter in 1894.
In 1901 voerde het koloniale Ministerie van Openbare Werken biljetten in, namelijk van 40 cent, 50 cent, 80 cent, 1 dollar en 5 dollar. In 1910 volgden er ook biljetten van 25 cent en 2 dollar. In 1920 voerde ook de Newfoundlandse treasury biljetten van 1 en 2 dollar in.

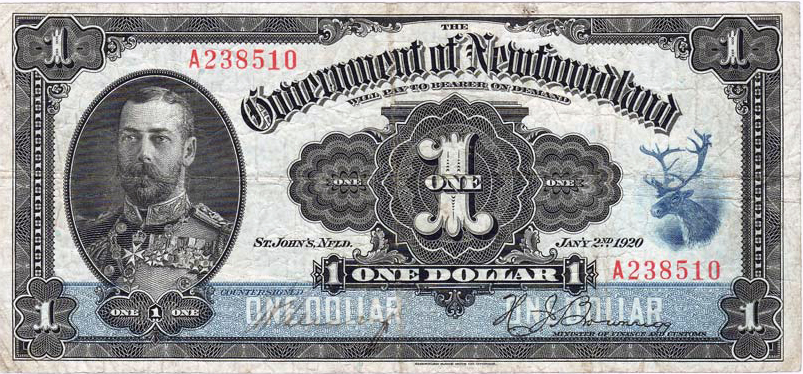
Biljet van 1 dollar (overheid, 20 eeuw)
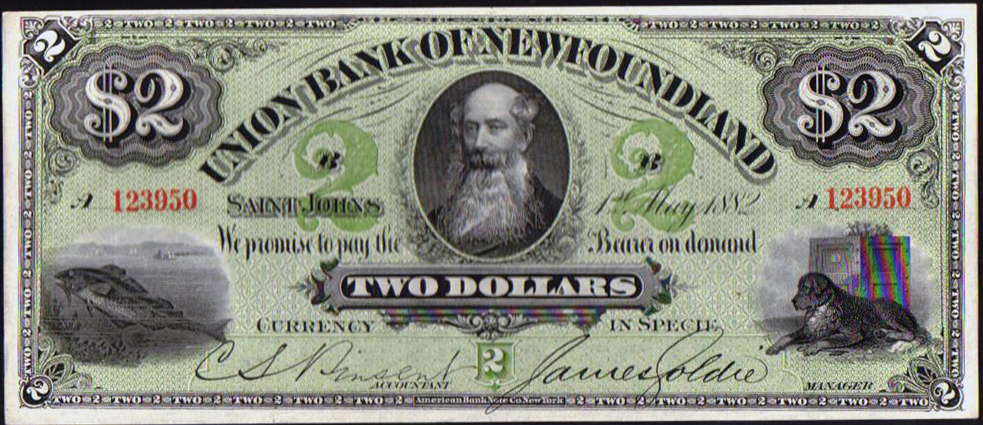
Biljet van 2 dollar (Union Bank, 19e eeuw)
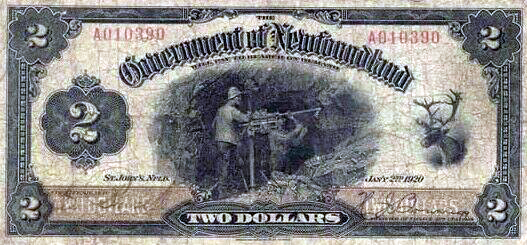
Biljet van 2 dollar (overheid, 20e eeuw)
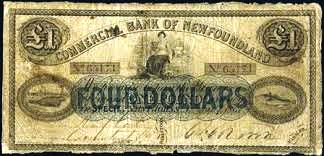
Biljet van 4 dollar (Commercial Bank, 19e eeuw)